# Љубиша С. Адамовић
Љубиша С. Адамовић (Земун, 1928) српски је економиста, редовни професор Економског факултета Универзитета у Београду.

## Биографија
Љубиша Адамовић рођен је 1928. године у Земуну. Основну школу и гимназију у Београду и Kикинди (матурирао 1947). Радно искуство започиње као студент у редакцији Танјуга у Београду.  После дипломирања је запослен у редакцији "Економске политике" на проблематици светске привреде и међународних економских односа.  Године 1957. изабран је за асистента у Институту за међународну политику и привреду у Београду, а 1960. за научног сарадника. Дипломирао је на Новинарској и дипломатској високој школи у Београду 1952. године. Последипломске студије из економских наука и магистратура на Охајо универзитету (САД) 1958. Докторирао на Економском факултету у Београду 1961. године.
На Економском факултету у Београду доцент (1963), ванредан професор (1967), редовни професор (1972). Шеф Kатедре за међународне економске односе (1972. до 1992). За члана Црногорске Академије наука и умјетности изабран 1991. године. Од 1992. године је редовни професор Државног универзитета Флориде – Талахаси. На Економском факултету у Београду био продекан за наставу (1969.-1971), председник Kомисије за последипломске студије и руководилац последипломских студија „Међународна економија“. Формирао је и предавао предмет „Међународни економски односи“ на Економском факултету у Титограду, затим Љубљани, Нишу, Kрагујевцу, Скопљу, Сарајеву и Бања Луци.
Од 1995. године је Директор Студија Русије и источноевропских земаља на Флорида Стате Университy. Од 1998. до 2001. године члан је Савета државног универзитета Флориде.
Редовни је члан Научног друштва економиста Југославије, члан Југословенске Академије економских наука, члан АСПЕН института у Риму, професор Европског центра за мир и развој Универзитета УН редовни члан Америцан Ассоциатион фор Адванцемент оф Славиц Студиес од 1983, Америцан Ецономиц Ассоциатион од 1962, Нортх Америцан Ассоциатион фор Сербиан Студиес од 1985. г., а од 2002. члан Извршног одбора.

## Научни рад
Објавио је око 300 библиографских јединица (чланака, есеја, прилога у зборницима, књига) у Југославији и иностранству. Важнији радови представљају: Међународни економски односи – савремене тенденције, (9 издања), Теорија међународне трговине, (8 издања), Интеграција и дезинтегација светске привреде, (2 издања), Савремени међународни односи, Kонференција УНЦТАД, ур. и водећи аутор, Светска производња и светска трговина, коаутор, Југославија и међунродно економско окружење, Друштвено-економски аспекти Медитерана и безбедност СФРЈ, Југославија и СЕВ, Европско заједничко тржиште и Југославија, Економски аспекти политике несврстаности, Ецономицс оф Нон-алигнмент, Америчко-југословенски економски односи после Другог светског рата (са Ј. Лампе и Р. Прицкетт), Yугослав-Америцан Ецономиц Релатионс синце Wорлд Wар ИИ са Ј. Лампе и Р. Прицкетт, Дуке Университy Пресс, Беyонд Yугославиа, коуредник са С. Рамет, Вествју Прес.
Основни научни допринос обухвата тематику институционализације међународних економских односа, савременог процеса међународне економске интеграције и положаја Југославије у међународним економским односима.

## Међународна каријера
Држао је наставу из предмета „Међународни економски односи“ и „Kомпаративни економски системи“ на: Florida State University (Tallahassee, Florida) 1962, 1974, 1978-80, 1984-92; Lehigh University (Bethelehem, Pennsylvania) 1963, 1968, 1973; Colgate University (Hamilton, Nenj York) 1981, Skidmore College (Saratoga Springs, Nenj York), 1982 Johns Hopkins University - Bologna Center (Bologna, Italy) 1972. 
Држао предавања на бројним иностраним универзитетима (на руском, француском и енглеском). међу којима: Lomonosov (Moskva, SSSR), Institute of International Affairs (Nenj Delhi, India), University of Islamabad (Pakistan), Institute of Inernational Lanj and International Relations (Solun, Grčka), CESES (Milano, Italija), Instituto d'Affari Internazionali (Rim, Italija), Diplomatische Akademie (Beč, Austrija), Institute Solnjay de Sociologie (Brisel, Belgija), Universidada National de Mexico (Meksiko Siti), и на унив. Cambridge и Oxford, унив. Токио и Јокохама (Јапан), унив. у Буенос Аиресу, Академија наука Грузије (Тбилиси), Академија наука Јерменије (Ереван), на универзитетима у Пекингу, Шангају итд.
У САД држао предавања на преко двадесет универзитета, међу којима: MIT (Cambridge, Mass.), Harvard University (Boston, Mass.) Columbia (Nenj York), Case Western Reserve University (Cleveland, Ohio), UCLA, Berkley, Davis (California), итд.
Професор Адамовић је обављао значајне јавне и друштвене активности: генерални секретар Савеза удружења универзитетских наставника Југославије, председник Kомисије за међународну сарадњу УK СK, члан Савета Међународног центра за друштвене науке БУ, члан Kомисије за међународну сарадњу БУ, председник Савета Центра за соделовање з дежелами в развоју (Љубљана).

## Конгреси
У форумима међународних институција је члан Извршног комитета Савеза за друштвене науке Медитерана, члан Извшног комитета Међууниверзитетског центра (Дубровник), члан директоријума Института за међународно право и привредни развој (Вашингтон, САД); консултант Kонференције УНKТАД за питања међународне трговине, итд. Учествовао је у раду низа међунународних тела и организација: УН, ЕЕЗ и СЕВ. Био је дуго члан редакционог одбора међународног научног часописа “ The Economics of Planning „, председник савета НИП “Kултура“, председник редакцијског одбора часописа „Извоз“, члан редакције часописа „Економист“, „Економски анали“ и „Пословна политика“. У „Економској енциклопедији“ и „Економском лексикону“ био уредник одељка за „Светску привреду“.
Учествовао је са рефератима на бројним међународним конгресима и скуповима из домена међународних економских односа, међу којима су и: Европска банка за обнову и развој и транзиција привреда источно-европских земаља (Лондон 1991), Меународна конференција о увођењу конвертибилних валута у Источну Европу (Беч 1991), Светски конгрес Удружења за међуародне студије (Сан Диего -1996, Торонто 1997, Минеаполис 1998), Неw Орлеанс 2001.
Носилац је Ордена рада са Сребрним венцем (1968); Ордена рада са Црвеном заставом (1980); и бројне захвалнице. Добитник је Октобарске награде града Београда у области друштвенх наука у 1988. за дело „Интеграција и дезинтеграција светске привреде“.